# Christopher Browning
Christopher Robert Browning (Durham, 22 maggio 1944) è uno storico statunitense, professore emerito di storia all'Università della Carolina del Nord a Chapel Hill (UNC).
Specialista dell'Olocausto, è noto per il suo lavoro che documenta la Soluzione Finale, più in particolare per l'analisi del comportamento di coloro che attuarono le politiche naziste e per l'uso delle testimonianze dei sopravvissuti. È autore di nove libri, tra cui  Ordinary Men, 1992. e  The Origins of the Final Solution, 2004.
Browning ha insegnato alla Pacific Lutheran University dal 1974 al 1999. Nel 1999 si è trasferito all'UNC per accettare la nomina a Frank Porter Graham Professor of History e nel 2006 è stato eletto Fellow dell'American Academy of Arts and Sciences. Dopo essersi ritirato dall'UNC nel 2014, è diventato professore presso l'Università del Washington a Seattle.
Browning è stato nominato perito in diversi processi relativi all'Olocausto, incluso il secondo processo di Ernst Zündel del 1988 e il processo Irving contro Penguin Books del 2000.

## Biografia
Nato a Durham, nella Carolina del Nord, è cresciuto a Chicago, dove suo padre era professore di filosofia alla Northwestern University e sua madre era un'infermiera. Ha conseguito la laurea in storia presso l'Oberlin College nel 1967 e la laurea magistrale in storia presso l'Università del Wisconsin–Madison (UW) nel 1968. Ha poi insegnato per un anno alla St. John's Military Academy e per due anni nell'Allegheny College. Ha conseguito il dottorato di ricerca presso la UW nel 1975 con la tesi Referat D III of Abteilung Deutschland and the Jewish Policy of the German Foreign Office 1940–1943. Da questa ricerca nacque il suo primo libro,  The Final Solution and the German Foreign Office: A study of Referat D III of Abteilung Deutschland, 1940–43, 1978.
Browning ha sposato Jennifer Jane Horn il 19 settembre 1970 e ha avuto due figli: Kathryn Elizabeth e Anne DeSilvey.

## Opere

### Ordinary Men
Browning è meglio conosciuto per il suo libro del 1992 Ordinary Men: Reserve Police Battalion 101 and the Final Solution in Poland, uno studio sul Polizei-Bataillon 101 dell'Ordnungspolizei tedesca, unità che fu protagonista dei massacri e dei rastrellamenti degli ebrei per la deportazione nei campi di sterminio nazisti nella Polonia occupata dai tedeschi nel 1942. La conclusione del libro, influenzato in parte dal famoso esperimento di Milgram molto popolare negli anni '70, fu che gli uomini dell'Unità 101 uccisero per obbedienza all'autorità e alla pressione a cui erano sottoposti.
Come presentato nello studio, gli uomini dell'Unità 101 non erano ardenti nazisti ma normali uomini di mezza età di estrazione operaia provenienti da Amburgo, in principio arruolati ma ritenuti non idonei al servizio militare regolare. Dopo il loro ritorno in Polonia nel giugno 1942, agli uomini fu ordinato di terrorizzare gli ebrei nei ghetti durante l'operazione Reinhard e di compiere i massacri di ebrei polacchi (uomini, donne e bambini) nelle città di Józefów e Łomazy. In altri casi, fu loro ordinato di uccidere un certo numero di ebrei in una città o in una zona, di solito aiutati dai cosiddetti Trawniki. In una occasione, il comandante dell'unità diede ai suoi uomini la possibilità di rinunciare se il compito fosse considerato troppo difficile, ma meno di 12 uomini lo fecero in un battaglione di 500. Browning fornisce le prove a sostegno dell'idea che non tutti gli uomini erano odiosi antisemiti, oltre la testimonianza degli uomini che affermarono di aver implorato di essere esonerati dall'incarico e di essere ricollocati altrove. In un caso, due padri affermarono di non poter uccidere i bambini e quindi chiesero di ricevere un altro compito. Browning racconta anche di un uomo che chiese il congedo, dopo averlo ottenuto fu promosso una volta tornato in Germania.
Ordinary Men ottenne molti consensi, ma fu criticato da Daniel Goldhagen per aver perso quella che definì la cultura politica specificamente tedesca, caratterizzata dall'"antisemitismo eliminazionista" nel causare i genocidi nazisti. In una recensione su The New Republic nel luglio 1992, Goldhagen ha definito Ordinary Men un libro che fallisce nella sua interpretazione centrale. Il controverso libro di Goldhagen del 1996 Hitler's Willing Executioners fu in gran parte scritto per confutare le tesi di Browning, ma finì per essere criticato molto di più.

### Processo Irving contro Lipstadt
Quando David Irving citò in giudizio Deborah Lipstadt per diffamazione nel 1996, Browning fu uno dei principali testimoni della difesa. Lo storico Robert Jan van Pelt scrisse un rapporto sulle camere a gas del campo di concentramento di Auschwitz, e Browning scrisse un altro rapporto sulle prove per lo sterminio degli ebrei. Durante la sua testimonianza e il controinterrogatorio di Irving, Browning ha contrastato l'idea di Irving secondo cui l'ultimo capitolo dell'Olocausto doveva ancora essere scritto affermando:"Stiamo ancora scoprendo nuove realtà sull'Impero Romano. Non c'è un ultimo capitolo nella storia."
Browning contrastò anche la tesi di Irving secondo cui l'assenza di un ordine scritto del Führer di compiere il genocidio degli ebrei europei costituì una prova contro la storia dell'Olocausto. Browning sostenne che un tale ordine non avrebbe mai potuto essere scritto poiché Hitler aveva quasi certamente rilasciato le dichiarazioni ai suoi principali subordinati indicando i suoi desideri riguardo agli ebrei, il che rendeva irrilevante la questione sull'esistenza di un ordine scritto. Browning testimoniò che diversi altri esperti ritengono che non ci fosse un ordine scritto del Führer per la "soluzione finale della questione ebraica", ma che nessuno storico dubita della realtà del genocidio nazista. Browning notò che il discorso segreto di Hitler ai suoi Gauleiter del 12 dicembre 1941 fece riferimento al genocidio come alla "soluzione finale".
Browning respinse l'affermazione di Irving secondo cui non esistessero delle informazioni statistiche affidabili sulla dimensione della popolazione ebraica prebellica in Europa o sui processi di uccisione. Affermò anche che l'unico motivo per cui gli storici discutono della morte di cinque o sei milioni di ebrei durante l'Olocausto fosse per la mancanza di accesso agli archivi dell'ex Unione Sovietica.

### L'interpretazione dell'Olocausto
Browning è un "funzionalista moderato" nel dibattito sulle origini dell'Olocausto e si concentra sulla struttura e l'istituzione del Terzo Reich, piuttosto che sulle intenzioni e sugli ordini di Hitler. Il funzionalismo vede lo sterminio degli ebrei come l'improvvisazione e la radicalizzazione del regime. Browning sostiene anche che la soluzione finale fu il risultato della "radicalizzazione cumulativa" (per usare l'espressione di Hans Mommsen) dello Stato tedesco, soprattutto quando si trovava di fronte al "problema" autoimposto dei tre milioni di ebrei per lo più polacchi che gli stessi nazisti imprigionarono nei ghetti tra il 1939 e il 1941. L'intenzione fu quella di espellere verso est gli ebrei residenti nel Terzo Reich. Browning sostiene che la frase "Soluzione finale alla questione ebraica", usata per la prima volta nel 1939, significò fino al 1941 una "soluzione territoriale". Gli sviluppi militari della seconda guerra mondiale e le dispute all'interno della burocrazia tedesca fecero perdere l'obiettivo dell'espulsione e nel 1941 i membri della burocrazia furono disposti a tollerare l'omicidio di massa di ebrei.
Browning divide i funzionari del Governatorato Generale in due fazioni: i "produzionisti", cioè coloro che preferirono utilizzare gli ebrei dei ghetti come fonte di lavoro in schiavitù per aiutare con lo sforzo bellico. e gli "attrizionisti", coloro che preferirono lasciarli morire di fame e di malattia. Allo stesso tempo, ci furono altre dispute tra le SS e Hans Frank, il governatore generale della Polonia occupata. Le SS favorirono il Piano Nisko per creare una "riserva ebraica" a Lublino, in cui sarebbero stati deportati tutti gli ebrei della Grande Germania, della Polonia e dell'ex Cecoslovacchia. Frank fu contrario al piano sulla base del fatto che le SS "scaricarono" gli ebrei nel suo territorio. Hans Frank e Hermann Göring desiderarono invece che il Governatorato Generale diventasse il granaio del Reich e si opposero ai piani di pulizia etnica di Heinrich Himmler e Arthur Greiser in quanto economicamente sfavorevoli.
Il tentativo di risolvere le difficoltà in una conferenza tra Himmler, Göring, Frank e Greiser nella tenuta di Karinhall nel 12 febbraio 1940, fu abbondonato a maggio, quando Himmler mostrò a Hitler un promemoria, "Alcuni pensieri sul trattamento della popolazione aliena nell'est", del 15 maggio 1940, che Hitler definì "buono e corretto". Il promemoria di Himmler, dove chiedeva di espellere tutti gli ebrei dell'Europa governata dai tedeschi in Africa riducendo così i polacchi a una "classe operaia senza leader", e l'approvazione di Hitler del promemoria portò, come notò Browning, a un cambiamento nella politica tedesca in Polonia secondo le linee suggerite da Himmler. Browning ha definito questa disputa tra Göring, Frank, Himmler e Greiser un perfetto esempio di come Hitler incoraggiasse i suoi subordinati a impegnarsi in battaglie tra loro senza decidere per una politica o per l'altra, ma alludendo alla politica che voleva.

## Premi
- 1994: National Jewish Book Award per Ordinary Men: Reserve Police Battalion 101 and the Final Solution in Poland;[25]
- 2004: National Jewish Book Award per The Origins of the Final Solution: The Evolution of Nazi Jewish Policy, September 1939-March 1942;[25]
- 2010: National Jewish Book Award per Remembering Survival. Inside a Nazi Slave-labor Camp;[25]
- 2011: Yad Vashem International Book Prize for Holocaust Research per Remembering Survival.[26]

## Opere selezionate
- The Final Solution and the German Foreign Office: A study of Referat D III of Abteilung Deutschland, 1940–43, New York, Holmes & Meier, 1978, ISBN 978-0841904033.
- Zur Genesis der "Endlösung" Eine Antwort an Martin Broszat pages 96–104 from Vierteljahrshefte für Zeitgeschichte, Volume 29, 1981.
- Fateful Months: Essays on the Emergence of the Final Solution. New York: Holmes & Meier, 1985.
- Ordinary Men: Reserve Police Battalion 101 and the Final Solution in Poland. New York: HarperCollins, 1992.
- The Path to Genocide: Essays on launching the Final Solution. Cambridge: Cambridge University Press, 1992.
- Nazi policy, Jewish workers, German killers. Cambridge and New York: Cambridge University Press, 2000.
- Collected memories: Holocaust History and Postwar Testimony, Madison, Wis. and London: University of Wisconsin Press, 2003.
- The Origins of the Final Solution: The Evolution of Nazi Jewish Policy, September 1939 – March 1942, Jürgen Matthäus, Lincoln, University of Nebraska Press, 2004, ISBN 0-803-25979-4, OCLC 52838928.
- Everyday Lasts a Year: A Jewish Family's Correspondence from Poland. Cambridge: Cambridge University Press, 2007.
- Remembering Survival: Inside a Nazi Slave-Labor Camp, New York, W.W. Norton & Co., 2010, ISBN 0-393-07019-0, OCLC 317919861.
- Susannah Heschel, Milton Shain (a cura di), Holocaust Scholarship: Personal Trajectories and Professional Interpretations, Michael Marrus, Basingstoke, New York, Palgrave Macmillan, 2015, ISBN 978-1137514189.
- "The Suffocation of Democracy". The New York Review of Books. 65 (16), 25 ottobre 2018.